# Estorninho-das-tanimbar
Estorninho-das-tanimbar  (Aplonis crassa) é uma espécie de ave da família Sturnidae.
É endémica da Indonésia.
Os seus habitats naturais são: florestas subtropicais ou tropicais húmidas de baixa altitude e florestas de mangal tropicais ou subtropicais.
Está ameaçada por perda de habitat.